# Diocesi di Severiana
La diocesi di Severiana (in latino Dioecesis Severianensis) è una sede soppressa e sede titolare della Chiesa cattolica.

## Storia
Severiana, nell'odierna Tunisia, è un'antica sede episcopale della provincia romana di Bizacena.
Unico vescovo conosciuto di questa diocesi africana è Vittorino, il cui nome figura al 10º posto nella lista dei vescovi della Bizacena convocati a Cartagine dal re vandalo Unerico nel 484; Vittorino, come tutti gli altri vescovi cattolici africani, fu condannato all'esilio.
Dal 1933 Severiana è annoverata tra le sedi vescovili titolari della Chiesa cattolica; dal 15 maggio 2024 il vescovo titolare è José Otácio Oliveira Guedes, vescovo ausiliare di Belo Horizonte.

## Cronotassi

### Vescovi residenti
- Vittorino † (menzionato nel 484)

### Vescovi titolari
- Gabriel Bukatko † (23 febbraio 1952 - 22 luglio 1960 nominato eparca di Križevci)
- Ambrogio Marchioni † (14 ottobre 1961 - 27 febbraio 1989 deceduto)
- Luigi Bressan (3 aprile 1989 - 25 marzo 1999 nominato arcivescovo di Trento)
- Ambroise Ouédraogo (18 maggio 1999 - 13 marzo 2001 nominato vescovo di Maradi)
- Julito Buhisan Cortes (24 ottobre 2001 - 28 settembre 2013 nominato vescovo di Dumaguete)
- Carlos Alberto Correa Martínez (3 dicembre 2013 - 19 marzo 2024 nominato vescovo di Apartadó)
- José Otácio Oliveira Guedes, dal 15 maggio 2024